# Erstarren (Metallurgie)
Metalle werden in der Regel als Legierung eingesetzt, wodurch diese im Temperaturintervall zwischen Solidus und Liquidus erstarren. Ausnahmen sind eutektische Legierungen, die eine einzige Erstarrungstemperatur haben.
Während der Erstarrung treten Seigerungen auf und im Festkörper können Lunker und nichtmetallische Einschlüsse entstehen, welche die Eigenschaften des Metalls negativ beeinflussen. Dies wird durch gezielte Erstarrung des Metalls durch Formgebung und Erstarrungsgeschwindigkeit beeinflusst.

## Erstarrungsgefüge
Generell erfolgt das Erstarren von Stahl über die Kristallbildung. Die Ausprägung der entstehenden Kristalle ist dabei von den konkreten Erstarrungsbedingungen abhängig und führt zu unterschiedlichen Eigenschaften.
- Kleine Körner (engl. small equiaxed grains) entstehen primär am Kontakt zur Kokille. Die Abkühlgeschwindigkeit ist sehr hoch, dass sehr rasch eine große Unterkühlung entsteht. Hierdurch entsteht eine Vielzahl an Kondensationskeimen. Diese wachsen, bis angrenzende Körner erreicht werden und eine gemeinsame Korngrenze gebildet wird.
- Dendritisches Gefüge (engl. columnar grains) entstehen, wenn die Geschwindigkeit des Kristallwachstums mit der Geschwindigkeit der Liquidusfront vergleichbar ist. Die Schmelze ist nicht ausreichend unterkühlt, um Kondensationskeime in nennenswerter Menge zu produzieren.
- Große Körner (engl. large equiaxed grains) entstehen bevorzugt in der Mitte der Kokille. Die Erstarrungsgeschwindigkeit erhöht sich, so dass die Schmelze stark unterkühlt wird und vermehrt Kondensationskeime entstehen, welche zu großen Körnern wachsen.

## Erstarrungsverlauf

Adiabatische Erstarrung

Dem realen Erstarrungsverlauf nähert man sich über verschiedene Stufen, in denen immer mehr Phänomene berücksichtigt werden können. Die erste und einfachste Beschreibung des Erstarrungsverlauf erfolgt mittels Phasendiagramm, die streng genommen nur den adiabatischen Fall beschreibt: Unterschreitet die Schmelze die Liquidus-Temperatur, entsteht neben der flüssigen Phase eine feste Phase. Während der Abkühlung verändert sich die Zusammensetzung der flüssigen Phase so, dass die auf der Liquidus-Linie verbleibt. Die Konzentration in der festen Phase erhöht sich gemäß der Soliduslinie. In dieser Beschreibung ist die Zusammensetzung sowohl der flüssigen als auch der festen Phase zu jeder Temperatur vollständig homogen. Dies wird als Konodenregel bezeichnet. Die homogene Verteilung in der festen Phase ist aufgrund der deutlich geringeren Diffusionsgeschwindigkeit im Festkörper nur in sehr langen Zeiträumen möglich.
Eine andere Beschreibung über die Scheil-Gleichung ignoriert die Diffusion im Festkörper. Die Konzentration im Festkörper verändert sich im Erstarrungsverlauf und erzeugt ein Konzentrationsprofil, welches die Mikroseigerung erklärt. Die Beschreibung über die Scheil-Gleichung beschreibt eine zeitlich sehr schnelle Erstarrung. Die Restschmelze erreicht in dieser Beschreibung deutlich höhere Konzentrationen, was zu einer teils deutlichen Erniedrigung der Solidustemperatur führt (siehe Grafik).

Erstarrungsverlauf nach drei verschiedenen Modellen

Liegt die Erstarrungsgeschwindigkeit in einem Bereich, in der Diffusion im Festkörper stattfinden können, finden Zwischenmodelle Anwendung, wie das Back-Diffusion-Modell. Ein Teil des Konzentrationsgradienten im Festkörper wird während der Erstarrung durch Diffusionsvorgänge abgebaut. Die Konzentration der Restschmelze steigt nicht so deutlich an wie gemäß der Scheil-Gleichung, dementsprechend liegt die Solidustemperatur zwischen denen nach der Lever-Regel und der Scheil-Gleichung. Zur Berechnung der Erstarrung nach dem Back-Diffusion-Modell wird die Erstarrungsgeschwindigkeit benötigt. Bei extrem geringen Erstarrungsgeschwindigkeiten nähert sich der Verlauf dem nach der Level-Regel für adiabatische Erstarrung an. Für extrem hohe Erstarrungsgeschwindigkeiten geht der Verlauf in den nach der Scheil-Gleichung über.

Erstarrungszonen im Querschnitt

Diesen einfachen Modellen liegt die Annahme zugrunde, dass während der Erstarrung nur ein Prozess der Erstarrung stattfindet. Die Beobachtung zeigt aber, dass die Erstarrung grob in drei Abschnitte verläuft und im Querschnitt wie in der Skizze sichtbar ist:
- ungerichtete Erstarrung mit feinem Korn im Außenbereich (outer equiaxed Zone)
- dendritische Erstarrung mit sehr grobem Korn im mittleren Bereich (columnar Zone)
- ungerichtete Erstarrung mit mittlerem Korn im Innenbereich (equiaxed Zone)